# 岡田斗司夫
岡田 斗司夫（、1958年〈昭和33年〉7月1日 - ）は、日本のプロデューサー、評論家、文筆家、実業家、企画者、講演者。本名同じ。
株式会社オタキング代表取締役、株式会社クラウドシティ代表取締役、FREEex設立者、株式会社ガイナックス元代表取締役社長（初代）、東京大学教養学部元非常勤講師、大阪芸術大学芸術学部キャラクター造形学科元客員教授。
大阪市住吉区出身、東京都武蔵野市吉祥寺在住。大阪電気通信大学中退。血液型O型。離婚歴あり、独身。自称、オタキング。

## 経歴

### 生い立ち
1958年（昭和33年）7月1日、大阪市住吉区で一男一女の第2子として生まれた。「斗（闘い）を司（司る）夫（ますらお）」の意で名付けられた。
1963年（昭和38年）、住吉区遠里小野にある遠里幼稚園に入園した。幼稚園2年目で既に漢字が読めるなど早熟であったため、幼稚園は無意味だから辞めたいと主張し、父母らの同意のうえで1964年（昭和39年）に退園する。
この頃、家計は貧窮し、ご飯のおかずはきな粉という食生活で、長屋に3家族で生活していた。幼少時に学校で受けた知能検査で、知能指数が148以上あることを知り、頭が良いのなら宿題などは単なる機会損失に過ぎないと、以後の勉学を放棄した。この頃の夢は科学者になることであった。大阪市立遠里小野小学校入学。父親はUFOや超能力などオカルト好きで、中でも横山光輝の『バビル2世』の大ファンで、父親が買ってきたUFO関連の書籍を拾い読みし、日本万国博覧会（大阪万博）の御当地という環境もあって科学・物理方面に明るい子供となり、父親と空想上の乗り物の内燃機関について互いに知恵を絞っていた。
小学三、四年生の頃、母が内職（縫製）の規模を拡大させて有限会社岡田刺繍を設立すると、父が教師を辞めて社長に就任した。
大阪市立三稜中学校へ進学。中学では友人から機材を借りて自主短編映画を撮影し、学校の行事などで上映していた。この頃の岡田はSF作家になることを夢見ていたが、知識とアイデアは大量に出てくるが、それを創作物という形にするのは全く別の才能だということを悟る。映画・特撮・アニメーション・模型・空想科学の流行に没頭した。浜村淳のラジオ番組『ヒットでヒット バチョンといこう!』の「もし地球の自転が停止したら」という投稿コーナーで「地球の自転が停止したとしても、エネルギー保存則まで消えてしまうわけではない。行き場をなくした膨大な運動エネルギーは瞬時にして熱エネルギーに変換され、あっというまに地球は灼熱の惑星となって生物は絶滅する」と投稿し、これが浜村に絶賛された。
1974年（昭和49年）、大阪府立今宮高等学校へ進学する。20歳までの3年間で蔵書が1万7千冊以上となる。テレビアニメ『宇宙戦艦ヤマト』を観て衝撃を受け、父親にビデオテープレコーダ「Uマチック」を買ってもらった。当時高価だったビデオテープは1本しかなく、何度も再生して暗記しては上書き録画した。1977年（昭和52年）、同校を卒業するも、大学受験に失敗し、夕陽丘予備校に通い始める。
1978年（昭和53年）、コンピュータを学ぶために大阪電気通信大学に入学し、「SF&アニメーション研究会」へ入部し、没頭し始める。のちに大阪芸術大学の講義で本人が語ったところによれば、一年生の時に履修届の提出を忘れてしまい、以降4年間は大学へ行くふりをしながら両親には仕送りを続けてもらい、籍を置いたままファン活動にのめり込んでいる。同年、映画『スター・ウォーズ』が日本で公開されると熱烈なファンになった。
ある日家に立ち寄ると3階建てであったはずの実家が4階建てへと増築されており、最上階の1フロアが丸々「巨大な神殿」に変わっていた。父親からは「今日からお母ちゃん（神道系の）神さんやで」と告げられて驚愕する。訊けば、母が税金対策として新興宗教を立ち上げ、母自らが教祖となっていた。しかし、零細企業である有限会社岡田刺繍の収める税金よりも宗教法人としての必要経費の方が多く、結局は税金を納めていたほうが損失が少なかったというのが実態であった。
1981年（昭和56年）、大阪電気通信大学へ履修届を出し忘れたため放校処分となる。

### 同人時代
1978年（昭和53年）、大阪電気通信大学も参加していた関西学生SF研究会連盟の会合に顔をだすようになる。ここで武田康廣と出会う。同年、第17回日本SF大会 (ASHINOCON) に参加し、武田康廣と共に舞台で話芸を披露。「関西芸人」の異名を取る。
1979年（昭和54年）、関西学生SF研究会連盟が大阪で主催した第4回SFショーの事務局長を務める。本来は日本SF大会の大阪第3回大会 (DAICON3) を開こうとしたものだったが、開催ルールを知らなかったため認められず、野田昌宏が始めたイベントのSFショーの名を借りて開催した。企画・構成・演出を務め、桂枝雀のSF落語やコスチュームショーなどを企画構成した。
1981年（昭和56年）、第20回日本SF大会 (DAICON3) を開催。オープニングでDAICON FILMの自主製作アニメーションを上映。会場でグッズやガレージキットを販売したり、自主制作作品のビデオ販売で大会の赤字を補填できたことなどにより、このジャンルがマニア向けのビジネスになると直感し、両親からの出資を得て実家の会社の一部門として1982年（昭和57年）にSFグッズ専門店「ゼネラルプロダクツ」を開店する。
1982年（昭和57年）、脚本を執筆したDAICON FILMの自主製作映画『愛國戰隊大日本』がSF界で論争になる。同年6月27日に放送の劇場アニメ『伝説巨神イデオン』の宣伝番組に武田康廣と共に「双子の悪魔」としてテレビ出演し、数々のパフォーマンスを演じた。
1983年（昭和58年）には、DAICON FILMの自主制作映画『帰ってきたウルトラマン マットアロー1号発進命令』（総監督・主演：庵野秀明）の脚本を執筆した。

### ガイナックス設立
大阪での活動に限界を感じていた山賀博之に誘われ、岡田は東京進出を決めた。
1984年（昭和59年）、アニメ制作会社「ガイナックス」を設立し、代表取締役に就任する。アニメ映画『王立宇宙軍 オネアミスの翼』、OVA『トップをねらえ!』、NHKテレビアニメシリーズ『ふしぎの海のナディア』や、PC用ゲームソフト『プリンセスメーカー』などのヒット作を生み出す。
1992年（平成4年）、岡田自ら企画したPC用ゲームソフト電脳学園シナリオI Ver2.0が有害図書指定され、宮崎県を提訴して最高裁まで争うが棄却される。その後、ガイナックスはEOCSに加入する。同年、岡田はガイナックスを退社する。退社についてネット上では会社内での不仲説などが流れたが、岡田と共に同社を立ち上げた武田は「社長でありながら仕事をしなくなった岡田に会社を辞めるよう迫った結果だ」とし、岡田本人は、著書『フロン』において「子供が生まれてからSFや美少女モノの話が作れなくなってしまったため」と語っている。

### ガイナックス退社後
1994年（平成6年）10月から1995年（平成7年）3月にかけて東京大学教養学部の非常勤講師を務め、サブカルチャーを題材とした「マルチメディア概論」の講義を行った。1996年（平成8年）から1997年（平成9年）にかけては、学外の講師を招聘して設置される自由研究ゼミとして「オタク文化論」の講義を行った。講師として参加した竹熊健太郎によると、毎回ゲストに講義させる形態で、岡田自身は最初にゲストを紹介するだけであったという。1996年に、講義内容を元にした 『オタク学入門』（太田出版）が刊行されるが、竹熊健太郎によれば、漫画の章の9割は竹熊単独の講義内容が元になっているにもかかわらず、「竹熊との対談を元にした」と、あたかも岡田が内容に関わっているかのように振る舞ったと批判している。立教大学でも講義を行う。
1995年（平成7年）、唐沢俊一・眠田直とともに、オタク芸人ユニット「オタクアミーゴス」を結成。1996年よりレギュラーメンバーとして出演のNHK・BS2で不定期放送中の番組『BSマンガ夜話』開始。
1997年（平成9年）、自身の講演・執筆活動のために株式会社オタキングを設立、代表取締役に就任。
1999年（平成11年）、編者を務めた『国際おたく大学』で唐沢俊一が行った伊藤剛 への誹謗中傷によって提訴される。結果、原告の要求した「全国紙での謝罪・賠償金の支払い」という要求は却下され、「誹謗中傷的」という文言を含む謝罪をサイトに一定期間掲示するという条件で和解する。『フロン』連載執筆中に、妻と相談の上離婚して別居する。
2003年（平成15年）、ガレージキットの草創期から公私にわたる交友がある海洋堂と組んで食玩「王立科学博物館」シリーズを企画し、タカラから発売。
2004年（平成16年）、岡田が企画立案したBS2『BSアニメ夜話』の放送開始。レギュラーメンバーでもあり、当初は司会も務めた。
2005年（平成17年）、大阪芸術大学芸術学部キャラクター造形学科客員教授。
2006年（平成18年）、新宿のロフトプラスワンにおけるトークショー「オタク・イズ・デッド」で「オタクという民族は解体し、『オタク文化』は死んだ」「いまこそすべてのオタクは、『オタクである』という旧来のアイデンティティより解放され、『アニメやマンガなどが好きな個人』として生きるべき」と語り、各メディアで取り上げられ反響を起こした。そこで語られたトークを大幅に加筆修正したものが2008年に『オタクはすでに死んでいる』として発表された。同年11月21日に、プチ落語家「吉祥亭満月」としてデビュー。2001年（平成13年）頃から2003年（平成15年）頃にかけてダイエットをし、一時は30kgの減量をしたがリバウンドして元に戻る。2006年頃に、口にする食べ物を逐一記録するダイエットを開始した。
2007年（平成19年）、自ら実践したダイエットをテーマに著した『いつまでもデブと思うなよ』(cf.) が、2008年（平成20年）に50万部のベストセラーとなる。日本トンデモ本大賞2008で複数票を得た。同2008年、食玩「王立科学博物館」シリーズが三才ブックスより書籍化された。同年1月、携帯電話ブランド各社の公式サイト「王立科学博物館」が相次いで公開された。同年5月、電子玩具の企画開発、製造販売事業を行うワイ・シー・トイズ・ラボ株式会社顧問就任。
2009年（平成21年）3月、mixiを退会した。直前には自身の公開日記で経緯と理由について語っており、何者かによる度重なるプロフィール改竄の被害を数か月間受け続け、システム管理者に対応を求めてきたが、返信があったのは当初だけで、その後は対応措置どころか返信すらなくなってしまったことで、システムと管理者を信頼できなくなったという。
2010年（平成22年）3月、オタキングexを設立。
2011年（平成23年）2月、株式会社クラウドシティを設立。5月、ニコニコ生放送にて「ニコ生 岡田斗司夫ゼミ」を始める。
2012年（平成24年）、吉本興業と契約し、よしもとクリエイティブ・エージェンシーに所属する。1月、オタキングexの社名をFREEexに変更する。
2014年（平成26年）9月、作中に岡田自身が登場する漫画作品『アオイホノオ』のドラマ版に手塚治虫役で出演する。
2015年（平成27年）1月、岡田が女性80人と交際していたことが週刊誌に暴露された。岡田自作の〝愛人リスト〟がネット上に流出し、炎上に発展。女性を細かくランク付けし、「『若い子は騙して抱いて、終わったら捨てろ』というのが僕の中の法則」などとも記しており、批判が殺到した。岡田自ら、 一時期は80人、2015年時点で9人の女性と同時に交際していると自称している。本件によって騒動となったことを受けてフリックスの代表を辞任した。
2016年（平成28年）5月、堀江貴文らと共に「みんなのアニメプロジェクト」をスタートし、制作費をクラウドファンディングのCAMPFIREで募る。
2017年（平成29年）、岡田斗司夫アーカイブを開設。
2021年（令和3年）スタジオカラーの公式Twitterの一つ「(株)カラー 2号機」は2021年5月23日、2つのツイートをリツイートし岡田斗司夫の『シン・エヴァンゲリオン劇場版:||』に関する考察を否定した。6月8日、スタジオカラーのYouTubeチャンネルにおいて、岡田の「真希波・マリ・イラストリアス＝庵野秀明の妻・安野モヨコである」という説に対して
「岡田斗司夫は庵野秀明と25年会っていないうえ、安野モヨコとも面識がない」といった情報を映画関係者らが明かした。
2022年（令和4年）3月8日にTwitchで配信された「シン・エヴァンゲリオン劇場版1周年生特番」のQ＆A企画で、庵野秀明はファンからの「そのひとが言うと、それが正解になってしまう非関係者なひとのことをどう思っていますか？」という質問に対して「迷惑、と思います」と断言。「非関係者なひと」は岡田斗司夫のことだとファンの間では考えられている。この件のツイートに対してはスタジオジブリ公式Twitterも同意を示した。
他にも「マリは安野モヨコがモデルというのは本当か」という質問に対して庵野は「マリのモデルが妻だと解釈した文章や動画等を散見しますが、それは一部の人の解釈・憶測にすぎません」と否定した。さらに、キャラクターやストーリーの解釈は自由だと認めながらも、「偏った憶測でスタッフや家族を貶められるのはあまりに哀しいこと」だと意見を表明。あらためて「マリ＝モヨコ説」にクギを刺し、岡田の「解説」は庵野秀明から完全否定される形となった。
2024年（令和6年）
4月、大腸癌ステージ1で内視鏡手術を受けたことを公表。「フル充電してもすぐに残量30％ぐらいになっている。食い物を消化するだけで体力を使って、食後動けなくなる、というのを生まれて初めて体験した」と話した。
9月、岡田が考案したとするシングルマザー向けのマッチングアプリを前澤友作が盗んだとする岡田の主張に対し、前澤が事実ではなく、岡田に会う半年程前から準備していた事業が偶然に岡田が話したものに似ていただけであり、シングルマザー向けのマッチングアプリというアイデア自体、誰でも考えそうなものであり、それをもって盗まれたとする主張にはびっくりした、と説明した。前澤によれば、岡田から僕と会ったことをYouTubeで話したいとの申し出があったものの、断った。その半年後くらいに突然、岡田が前澤に断りもなく会ったことはおろか、事実を捻じ曲げてYouTubeを配信した。その後、岡田から謝罪があったと説明した。

## メソッド

### レコーディング・ダイエット
岡田斗司夫が2007年（平成19年）の著書『いつまでもデブと思うなよ』で紹介したダイエット法である。日々摂取する食物とそのカロリーを記録することで、自分が摂取しているカロリー、食事の内容、間食などを自覚し、食生活の改善につなげるというものである。

### フリックス
フリックス (FREEex) とは、岡田斗司夫が2010年（平成22年）に設立した後援会的組織「オタキングex」を前身とする組織。前身組織から引き継いだ "ex" は「未来への可能性」を意味する拡張子に由来し、現組織名は、"free" との合成で「自由の未来への可能性」などといった意味合いをもって命名された。自由でこそ本来のポテンシャルを活かせる岡田を自由に活動させ、そこから生まれるものを岡田以外の者が自由に利用できるようにすることを設立理念とする。作家・評論家としての岡田斗司夫のコンテンツを著作権フリー化し、無料で世の中に広めることを重要な目的および手段としている。上記の騒動により、団体代表を退いている。

## 人物

### オタキング
「オタキング」とは、日本語の俗語「おたく」と外来語「キング」の合成語で「オタク王」を意味する自称で他称。「オタクのカリスマ」「おたくの教祖」とも称される。
戯画的にオタクを演じることでオタクの顔であった宅八郎に替わり、1996年（平成8年）からオタク関係の著書を立て続けに出版し、並行して各種メディアに頻繁に露出するようになり、そのなかでオタクをひたすら擁護・称揚して、それまでネガティブなイメージであったオタクの社会的地位向上のための言論活動を1998年（平成10年）まで行なった。
オンリーワン
「自分はナンバーワンよりオンリーワンになることを望む」と、2000年（平成12年）の自著『人生テスト─人を動かす4つの力』の中で語っている。例えば、1982年（昭和57年）に開店したSFグッズ専門店「ゼネラルプロダクツ」は大成功を収めていたが、同じような業態の競合店が増えてくると、そのなかで競争することにはあまり興味がなく、経営から手を引いたうえでアニメ制作会社ガイナックスを仲間と設立し、アニメ映画『王立宇宙軍 オネアミスの翼』の製作に注力していた。

## エピソード

### ラムジェット事件[55]
2018年3月の岡田斗司夫ゼミ限定放送にて、『ルパン三世カリオストロの城』に登場するオートジャイロについて解説した際、「後方のプロペラでまず前進し、上方のローターに風を受け始め、徐々に揚力が生まれ飛んでいく(要約)」と解説したが、2か月後のゼミで漫画家の大童澄瞳が「（前略）上方のローターの端に付いているラムジェットエンジンを離着陸のときのみ使用するのではないか、またラムジェットエンジンが付いているため垂直離着陸ができることから劇中に登場する乗り物はオートジャイロではないのではないか」という指摘を受けた。岡田は「速度や仕組みの関係でラムジェットエンジンではない」と反論するが、その場では一応肯定する。
2020年4月のゼミでは、「若手をヨイショしようという気で譲ったが、あれはラムジェットエンジンではない」と改めて理由も含めて説明し否定した。しかし7か月後のゼミにて、多くの視聴者から『100てんランド アニメコレクション　ルパン三世カリオストロの城』（双葉社）にて制作側のオートジャイロの図面に「ローターにラムジェット（エンジン）が付いていて」と記載されていると指摘を受け、さらに自由航空研究所のJHX-3ヘリコプター（ただし飛行はしていない）のローターにもラムジェットエンジンが取り付けられており、これがカリオストロの城のものにも酷似していることから自分の「負け」と認めた。
なお事件と付いてはいるが、法的問題などがあったわけではない。

## 著書

### 単著
- 『ぼくたちの洗脳社会』朝日新聞出版、1995年12月5日。※9.5万部[31]。

NCID BN13660380、OCLC 1074908093、ISBN 4-02-256928-X、ISBN 978-4-02-256928-8、国立国会図書館書誌ID:000002465085。
- 『ぼくたちの洗脳社会』朝日新聞出版〈朝日文庫〉、1998年11月15日（原著1995年12月5日）。

NCID BA38330919、OCLC 675260276、ISBN 4-02-261244-4、ISBN 978-4-02-261244-1、国立国会図書館書誌ID:000002740442。
- 『オタク学入門』太田出版、1996年5月。※13万部[31]。

NCID BN14721039、OCLC 41566539、ISBN 4-87233-279-2、ISBN 978-4-87233-279-7、国立国会図書館書誌ID:000002605120。
- 『オタク学入門』新潮社〈新潮文庫 お-71-1〉、2008年4月（原著1996年5月）。

NCID BA85629238、OCLC 676565318、ISBN 4-10-134451-5、ISBN 978-4-10-134451-5、国立国会図書館書誌ID:000009328704。
- 『東大オタク学講座』講談社、1997年。
  - 『東大オタク学講座』講談社〈講談社文庫 お103-1〉、2008年5月15日（原著1997年）。

NCID BA85992555、OCLC 675185504、ISBN 4-06-275938-1、ISBN 978-4-06-275938-0、国立国会図書館書誌ID:000009369423。
- 『東大オタキングゼミ』自由国民社、1998年4月14日。

NCID BA35913998、OCLC 225833933、ISBN 4-426-76700-8、ISBN 978-4-426-76700-6、国立国会図書館書誌ID:000002681608。
- 『マジメな話―岡田斗司夫世紀末・対談』アスキー（※当時）、1998年4月。

NCID BA3528893X、OCLC 675350963、ISBN 4-7572-0022-6、ISBN 978-4-7572-0022-7、国立国会図書館書誌ID:000002743846。
- 『世紀の大怪獣!! オカダ―岡田斗司夫のお蔵出し』イースト・プレス、1998年7月1日。

NCID BA37512375、OCLC 675944106、ISBN 4-87257-125-8、ISBN 978-4-87257-125-7、国立国会図書館書誌ID:000002767716。
- 『絶滅プラモ大百科―失われたプラモワールド』青泉社〈グリーンアロー・グラフィティ 44〉、1998年12月24日。

NCID BA40843949、OCLC 675471545、ISBN 4-7663-3268-7、ISBN 978-4-7663-3268-1、国立国会図書館書誌ID:000002748244。
- 『二十世紀の最後の夜に』講談社、1998年12月。

NCID BA43818653、OCLC 42454837、ISBN 4-06-209510-6、ISBN 978-4-06-209510-5、国立国会図書館書誌ID:000002748312。
- 『オタクの迷い道』文藝春秋、1999年3月。OCLC 170276653、ISBN 4-16-354900-5、ISBN 978-4-16-354900-2。
  - 『オタクの迷い道』文藝春秋〈文春文庫〉、2003年2月7日（原著1999年3月）。

NCID BA61122661、OCLC 55113954、ISBN 4-16-765654-X、ISBN 978-4-16-765654-6、国立国会図書館書誌ID:000004033999。
- 『岡田斗司夫の未来玩具』青泉社、1999年11月。

NCID BA5964070X、OCLC 60363281、ISBN 4-7663-3293-8、ISBN 978-4-7663-3293-3、国立国会図書館書誌ID:000002837627。
- 『人生テスト─人を動かす4つの力』ダイヤモンド社、2000年4月。

NCID BA50151045、OCLC 676417980、ISBN 4-478-73193-4、ISBN 978-4-478-73193-2、国立国会図書館書誌ID:000002880581。
- 『失われた未来』毎日新聞出版、2000年6月30日。

NCID BA48221705、OCLC 674789394、ISBN 4-620-31450-1、ISBN 978-4-620-31450-1、国立国会図書館書誌ID:000002902793。
- 『30独身女、どうよ!?』現代書林、2001年12月8日。

NCID BA91714604、OCLC 166631109、ISBN 4-7745-0381-9、ISBN 978-4-7745-0381-3、国立国会図書館書誌ID:000003046410。
- 『恋愛の取説 タイプ別究極の恋愛心理テスト』現代書林、2001年12月8日。

OCLC 166631463、ISBN 4-7745-0380-0、ISBN 978-4-7745-0380-6。
- 『フロン―結婚生活・19の絶対法則』海拓舎、2001年6月。

NCID BA52714772、OCLC 674832694、ISBN 4-907727-19-4、ISBN 978-4-907727-19-2、国立国会図書館書誌ID:000002990554。
- 『フロン―結婚生活・19の絶対法則』幻冬舎〈幻冬舎文庫 お-26-1〉、2007年2月9日（原著2001年6月）。

NCID BB03926749、OCLC 675313428、ISBN 4-344-40903-5、ISBN 978-4-344-40903-3、国立国会図書館書誌ID:000009193076。
- 『Otaking diary me no ikizama wo miyagare 1996-2000』ロケット野郎、2002年。
- 『恋愛自由市場主義宣言! 確実に「ラブ」と「セックス」を手に入れる鉄則』ぶんか社、2003年8月。

OCLC 676217917、ISBN 4-8211-0842-9、ISBN 978-4-8211-0842-8、国立国会図書館書誌ID:000004193154。
- 『プチクリ―好き＝才能!』幻冬舎、2005年12月10日。

NCID BA76309269、OCLC 676614010、ISBN 4-344-01082-5、ISBN 978-4-344-01082-6、国立国会図書館書誌ID:000008213718。
- 『「世界征服」は可能か?』筑摩書房〈ちくまプリマー新書 061〉、2007年6月7日。※8.1万部[31]。

NCID BA82044158、OCLC 675356173、ISBN 4-480-68762-9、ISBN 978-4-480-68762-3、国立国会図書館書誌ID:000008587688。
- 『いつまでもデブと思うなよ』新潮社〈新潮新書 227〉、2007年8月17日。

NCID BA82740793、OCLC 194439225、ISBN 4-10-610227-7、ISBN 978-4-10-610227-1、国立国会図書館書誌ID:000008996975。
- 『このメモ帳でやせる 「いつまでもデブと思うなよ」実践ガイド 2008年4月号』新潮社、2008年3月18日。ASIN B001524ZHG。
- 『オタクはすでに死んでいる』新潮社〈新潮新書 258〉、2008年4月。

NCID BA85532544、OCLC 232341320、ISBN 4-10-610258-7、ISBN 978-4-10-610258-5、国立国会図書館書誌ID:000009328825。
- 『脱デブ─なぜ芸能人はレコーディング・ダイエットにはまるのか なぜ１年以上たってもリバウンドしないのか』ソニー・マガジンズ〈ソニー・マガジンズ新書 S019〉、2008年8月16日。

NCID BA87452184、OCLC 676212625、ISBN 4-7897-3323-8、ISBN 978-4-7897-3323-6、国立国会図書館書誌ID:000009491811。
- 『岡田斗司夫の「見るだけでダイエット」─ビジュアルで覚えるマッピング・カロリー&脂質事典』小学館〈小学館実用シリーズ LADY BIRD〉、2009年2月2日。

NCID BA9020875X、OCLC 676002331、ISBN 4-09-102225-1、ISBN 978-4-09-102225-7、国立国会図書館書誌ID:000010040493。
- 『レコーディング・ダイエット「公式」手帖』宝島社、2009年4月10日。ISBN 4-7966-6975-2、ISBN 978-4-7966-6975-7。
  - 『レコーディング・ダイエット決定版』文藝春秋〈文春文庫 お29-2〉、2010年1月8日。

NCID BB0088062X、OCLC 496788859、ISBN 4-16-777310-4、ISBN 978-4-16-777310-6、国立国会図書館書誌ID:000010664143。
- 『遺言』筑摩書房、2010年10月23日。

NCID BB04087635、OCLC 743355945、ISBN 4-480-86405-9、ISBN 978-4-480-86405-5、国立国会図書館書誌ID:000011029664。
- 『人生の法則─「欲求の４タイプ」で分かるあなたと他人』朝日新聞出版、2011年2月26日。

NCID BB05177686、OCLC 704259465、ISBN 4-02-330883-8、ISBN 978-4-02-330883-1、国立国会図書館書誌ID:000011132377。
- 『あなたを天才にするスマートノート』文藝春秋、2011年2月26日。

NCID BB05091977、OCLC 705868876、ISBN 4-16-373570-4、ISBN 978-4-16-373570-2、国立国会図書館書誌ID:000011129312。
- 『評価経済社会─ぼくらは世界の変わり目に立ち会っている』ダイヤモンド社、2011年2月26日。

NCID BB05109948、OCLC 751998004、ISBN 4-478-01588-0、ISBN 978-4-478-01588-9、国立国会図書館書誌ID:000011129308。
- 『「いいひと」戦略─超情報化社会におけるサバイバル術』（増補改訂版）マガジンハウス、2013年5月。

NCID BB12958757、OCLC 853293079、ISBN 4-8387-2548-5、ISBN 978-4-8387-2548-9、国立国会図書館書誌ID:024436599。
- 『僕たちは就職しなくてもいいのかもしれない』PHP研究所〈PHP新書 950〉、2014年10月17日。

NCID BB16918200、OCLC 893404749、ISBN 4-569-82121-9、ISBN 978-4-569-82121-4、国立国会図書館書誌ID:025822930。
- 『頭の回転が速い人の話し方─あなたの会話力が武器になるユニバーサル・トーク×戦闘思考力』フォレスト出版、2015年9月11日。

NCID BB19723150、OCLC 921823162、ISBN 4-89451-683-7、ISBN 978-4-89451-683-0、国立国会図書館書誌ID:026716287。
- 『カリスマ論』ベストセラーズ〈ベスト新書 491〉、2015年11月9日。

NCID BB20186809、OCLC 1006960979、ISBN 4-584-12491-4、ISBN 978-4-584-12491-8、国立国会図書館書誌ID:026823256。
- 『スター・ウォーズに学ぶ「国家・正義・民主主義」─岡田斗司夫の空想政治教室』SBクリエイティブ〈SB新書 362〉、2016年9月7日。

NCID BB22202123、OCLC 959812390、ISBN 4-7973-8744-0、ISBN 978-4-7973-8744-5、国立国会図書館書誌ID:027559129。
- 『大人の教養として知りたい すごすぎる日本のアニメ』KADOKAWA、2017年12月28日。

NCID BB25370860、OCLC 1018367173、ISBN 4-04-602146-2、ISBN 978-4-04-602146-5、国立国会図書館書誌ID:028712817。
- 『ユーチューバーが消滅する未来 2028年の世界を見抜く』PHP研究所〈PHP新書 1164〉、2018年11月15日。

NCID BB2724667X、OCLC 1076297972、ISBN 4-569-84188-0、ISBN 978-4-569-84188-5、国立国会図書館書誌ID:029316388。

### 電子書籍
※このセクションでは、編著者「岡田斗司夫FREEex」を単著に限って「岡田F」と略す。「FREEex」が付かない「岡田斗司夫」は記述自体を省略する。※特記しない限り、対応する端末およびサービスは kindle。
- 内田樹、岡田FREEex『評価と贈与の経済学』（初版）株式会社のぞみ、2013年3月16日。ASIN B00BVM9K66。
- 岡田F『評価経済社会・電子版プラス』（第3版）株式会社ロケット、2013年7月11日。ASIN B00DVN2VEQ。
- 岡田F『いつまでもデブと思うなよ・電子版プラス』（第1版）株式会社ロケット、2013年8月28日。ASIN B00EV16W38。
- 岡田F『岡田斗司夫の「風立ちぬ」を語る① ～人でなしの恋を描いた「風立ちぬ」～　電子版』（第2版）株式会社ロケット、2013年12月24日。ASIN B00EH6H6HS。
- 岡田F『岡田斗司夫の「風立ちぬ」を語る② ～本当は残酷で恐ろしくて美しい「風立ちぬ」～　電子版』（初版）株式会社ロケット、2013年9月5日。ASIN B00F0IF8ZY。
- 岡田斗司夫、小飼弾『未来改造のススメ─脱「お金」時代の幸福論 Ver.Up版』（初版）ビンワード、2013年8月4日。ASIN B00ECHM43I。
- 岡田F『宮崎駿はなぜ引退を決意したのか？』（初版）ビンワード、2013年9月16日。ASIN B00F8YQM5K。
- 岡田F『『岡田斗司夫のひとり夜話 Vol.1 同人誌 総集編』』（Kindle版）（第4版） 物造工房クダトリノ、2013年9月20日。ASIN B00F1KYY7E。
- 岡田F『『岡田斗司夫のひとり夜話 Vol.2 同人誌 総集編』002』（第4版）物造工房クダトリノ、2013年11月21日。ASIN B00GMQ0CAE。
- 岡田F 著、ロケットブックス編集部 編『岡田斗司夫の「悩みのるつぼ」第1集』（第3版）株式会社ロケット、2013年9月26日。ASIN B00FGP7B7Y。
  - 『岡田斗司夫の「悩みのるつぼ」第2集』（第2版）、2013年10月17日。ASIN B00FZD3T46。
  - 『岡田斗司夫の「悩みのるつぼ」第3集』（第2版）、2014年6月5日。ASIN B00KO1VLUI。
  - 『岡田斗司夫の「悩みのるつぼ」第4集』（第2版）、2014年6月6日。ASIN B00KTVERPY。
  - 『岡田斗司夫の「悩みのるつぼ」第5集』（第2版）、2014年6月6日。ASIN B00KTVEPZQ。
  - 『岡田斗司夫の「悩みのるつぼ」第6集』（第2版）、2014年11月11日。ASIN B00PI8D2FY。
  - 『岡田斗司夫の「悩みのるつぼ」第7集』（初版）、2015年4月8日。ASIN B00VVLPJKS。
- 岡田F 著、ロケットブックス編集部 編『岡田斗司夫の「ま、金ならあるし」第1集』（第2版）株式会社ロケット、2013年10月16日。ASIN B00FYQIFFW。
  - 『岡田斗司夫の「ま、金ならあるし」第2集』（初版）、2013年10月29日。ASIN B00GAX869I。
  - 『岡田斗司夫の「ま、金ならあるし」第3集』（初版）、2013年11月13日。ASIN B00GNWDNU8。
  - 『岡田斗司夫の「ま、金ならあるし」第4集』（第2版）、2013年12月1日。ASIN B00H1Y12JQ。
  - 『岡田斗司夫の「ま、金ならあるし」第5集』（第2版）、2014年2月4日。ASIN B00I927PU4。
  - 『岡田斗司夫の「ま、金ならあるし」第6集』（第2版）、2014年3月4日。ASIN B00IT1V34Y。
  - 『岡田斗司夫の「ま、金ならあるし」第7集』（第2版）、2014年3月25日。ASIN B00J97LM3O。
  - 『岡田斗司夫の「ま、金ならあるし」第8集』（第2版）、2014年4月16日。ASIN B00JQXHCK8。
- 岡田F 著、ロケットブックス編集部 編『岡田斗司夫の「まどか☆マギカ」を語る〜魔法少女の絶望をむさぼってボクたちは明日を生きる〜』（初版）株式会社ロケット、2013年11月1日。ASIN B00GE2LDRM。
- 岡田F『人生の法則 「欲求の4タイプ」で分かるあなたと他人 電子版』（第2版）株式会社ロケット、2013年11月20日。ASIN B00GTK5IQG。
- 岡田F『プチクリ!―好き＝才能! 電子版』（初版）株式会社ロケット、2013年12月18日。ASIN B00HF35RDA。
- 岡田F『フロン―結婚生活・19の絶対法則　電子版』株式会社ロケット、2013年12月24日。ASIN B00HIKI5PC。
- 岡田F 著、イニム 編『なんでみんなそんなに、バカなの？─司令型の生き方 分冊版人生の法則』（初版）株式会社ロケット、2014年2月14日。ASIN B00IGUH29I。
- 岡田F 著、イニム 編『目立たずこっそりおもしろく生きたい─法則型の生き方 分冊版人生の法則』（初版）株式会社ロケット、2014年2月14日。ASIN B00IGUHLIU。
- 岡田F 著、イニム 編『みんな、くたばればいいのに─理想型の生き方 分冊版人生の法則』（初版）株式会社ロケット、2014年2月14日。ASIN B00IGUH64Y。
- 岡田F 著、イニム 編『だから、わたしってすごいんです─注目型の生き方 分冊版人生の法則』（初版）株式会社ロケット、2014年2月14日。ASIN B00IGUHJQO。
- 岡田F『岡田斗司夫の毎日メルマガ ─ 力尽きるまで その1』（初版）合同会社アルテイド、2014年7月16日。ASIN B00LWCXP7A。
- 岡田F『岡田斗司夫の毎日メルマガ ─ 力尽きるまで その2』（初版）合同会社アルテイド。ASIN B00OYA0NGI。
- 岡田F『岡田斗司夫のブロマガでした話「占い師の話」』（初版）合同会社アルテイド、2014年10月13日。ASIN B00OI1FN22。
- 岡田F『いや、上京するの面倒くさいし地元の方が楽だよね─ジモらくのススメ』（初版）ビンワード、2014年4月1日。ASIN B00JEXICYU。
- 岡田F『『風立ちぬ』を語る 〜宮崎駿とスタジオジブリ、その軌跡と未来: ビンワード電子増補版』（第2版）ビンワード、2014年6月15日。ASIN B00L1FXHA8。
- 岡田F『あなたを天才にするスマートノート・電子版プラス』（第3版）株式会社ロケット、2014年1月6日。ASIN B00E4U62PO。
- 岡田F『悩みのるつぼ〜朝日新聞社の人生相談より〜』（初版）株式会社ロケット、2014年1月15日。ASIN B00F3XTJQK。
- 岡田F『アニメの教科書 上巻 ─岡田斗司夫の『遺言』より』（初版）株式会社ロケット、2014年6月19日。ASIN B00L5L4Q1M。
- 岡田F『アニメの教科書 下巻 ─岡田斗司夫の『遺言』より』（初版）株式会社ロケット、2014年6月20日。ASIN B00L5WYSCS。
- 岡田F『超情報化社会におけるサバイバル術─「いいひと」戦略　電子版』（初版）株式会社ロケット、2014年7月15日。ASIN B00LUWUINQ。
- 岡田F『オタクはすでに死んでいる　電子版』（初版）株式会社ロケット、2014年11月18日。ASIN B00PUN7XU2。
- 岡田F『脱デブ　電子版 ─ なぜ芸能人はレコーディング・ダイエットにはまるのか　なぜ1年以上たってもリバウンドしないのか　電子版』（初版）株式会社ロケット、2014年10月29日。ASIN B00P0LMTUS。
- 岡田F『僕たちは就職しなくてもいいのかもしれない 電子版』（初版）株式会社ロケット、2015年1月23日。ASIN B00SOVUJ2G。
- 『人生の取扱い説明書』（初版）株式会社ロケット、2015年8月11日。ASIN B013TSI0DS。
- 『カリスマ論 ビンワード電子版』（初版）ビンワード、2016年3月3日。ASIN B01CKBBZZA。
- 『大人の教養として知りたい すごすぎる日本のアニメ』KADOKAWA、2017年12月28日。ASIN B078K7CZPY。
- 『ユーチューバーが消滅する未来 2028年の世界を見抜く』PHP研究所〈PHP新書 1164〉、2018年11月15日。ASIN B07KWQ9524。

### 共著
- 岡田斗司夫、唐沢俊一、眠田直『オタクアミーゴス！』SBクリエイティブ、1997年3月1日。

NCID BA31156835、OCLC 675636910、ISBN 4-7973-0218-6、ISBN 978-4-7973-0218-9、国立国会図書館書誌ID:000002576835。
- 岡田斗司夫、上村泰子（監修） 編『カロリー 書くだけHAPPYダイエット─TBSテレビの人気TV番組「ドリーム・プレス社」の本 メモするだけでみるみるやせる“レコーディングダイエット”の完全保存版』学研プラス〈GAKKEN HIT MOOK〉、2008年10月。

OCLC 676457009、ISBN 4-05-605297-2、ISBN 978-4-05-605297-8、国立国会図書館書誌ID:000009608164。
- 岡田斗司夫 編『国際おたく大学―1998年 最前線からの研究報告』光文社、1998年7月。※訴訟により絶版。

OCLC 55698071、ISBN 4-334-97182-2、ISBN 978-4-334-97182-3。
- 岡田斗司夫、田中公平、山本弘 著、山口かずみ 編『封印』音楽専科社〈史上最強のオタク座談会〉、1999年8月。

NCID BB26245161、OCLC 674486241、ISBN 4-87279-023-5、ISBN 978-4-87279-023-8、国立国会図書館書誌ID:000002884973。
- 内田樹、岡田斗司夫FREEex『評価と贈与の経済学』（Kindle版、初版）株式会社のぞみ、2013年3月16日。ASIN B00BVM9K66。
- 岡田斗司夫、田中公平、山本弘 著、山口かずみ 編『回収』音楽専科社〈史上最強のオタク座談会 2〉、2000年4月。

NCID BA46845641、OCLC 675873408、ISBN 4-87279-034-0、ISBN 978-4-87279-034-4、国立国会図書館書誌ID:000002954524。
- 岡田斗司夫、田中公平、山本弘 著、山口かずみ 編『絶版』音楽専科社〈史上最強のオタク座談会 34756851〉、2000年8月。

NCID BA48975728、OCLC 674756851、ISBN 4-87279-040-5、ISBN 978-4-87279-040-5、国立国会図書館書誌ID:000002985240。
- 岡田斗司夫、山本弘、小牧雅伸、大槻ケンヂ、柿沼秀樹、大地丙太郎、ほか『ヨイコ』音楽専科社〈空前絶後のオタク座談会 1〉、2001年5月。

NCID BA55423641、OCLC 674838909、ISBN 4-87279-069-3、ISBN 978-4-87279-069-6、国立国会図書館書誌ID:000003065075。
- 岡田斗司夫、山本弘、伊藤英明、かないみか、原恵一、渡辺宙明、ほか『ナカヨシ』音楽専科社〈空前絶後のオタク座談会 2〉、2002年2月。

NCID BA55847182、OCLC 675871905、ISBN 4-87279-099-5、ISBN 978-4-87279-099-3、国立国会図書館書誌ID:000003679917。
- 岡田斗司夫、山本弘、眠田直、宮脇修一、開田裕治、川口克己、ほか『メバエ』音楽専科社〈空前絶後のオタク座談会 3〉、2002年10月。

NCID BA63558646、OCLC 676388809、ISBN 4-87279-110-X、ISBN 978-4-87279-110-5、国立国会図書館書誌ID:000004214113。
- 岡田斗司夫 著、鶴岡法斎 編『日本オタク大賞』扶桑社、2003年4月。

OCLC 675383493、ISBN 4-594-03900-6、ISBN 978-4-594-03900-4、国立国会図書館書誌ID:000004099309。
- 日本オタク大賞実行委員会（岡田斗司夫、鶴岡法斎、ほか） 編『日本オタク大賞 2004』扶桑社、2004年3月。

OCLC 169871918、ISBN 4-594-04418-2、ISBN 978-4-594-04418-3。
- 岡田斗司夫、渡辺由美子『結婚ってどうよ!?』青春出版社、2003年10月。

NCID BA66772325、OCLC 168393588、ISBN 4-413-03432-5、ISBN 978-4-413-03432-6、国立国会図書館書誌ID:000004253228。
- 唐沢俊一、岡田斗司夫『オタク論！』創出版、2007年4月25日。

OCLC 681299079、ISBN 4-924718-80-7、ISBN 978-4-924718-80-7、国立国会図書館書誌ID:000008539508。
- 岡田斗司夫（著、総監督）、江藤巌『図録 王立科学博物館』三才ブックス〈三才ムック VOL. 147〉、2007年4月27日。

NCID BA82588553、OCLC 676573473、ISBN 4-86199-071-8、ISBN 978-4861990717、国立国会図書館書誌ID:000008529626。
- 森永卓郎、岡田斗司夫『オタクに未来はあるのか!? ─巨大循環経済の住人たちへ』PHP研究所、2008年5月。

NCID BA86106960、OCLC 675053519、ISBN 4-569-69924-3、ISBN 978-4-569-69924-0、国立国会図書館書誌ID:000009358844。
- 唐沢俊一、岡田斗司夫『オタク論！ 2』創出版、2009年5月2日。

OCLC 699841646、ISBN 4-924718-93-9、ISBN 978-4-924718-93-7。
- 岡田斗司夫、唐沢俊一、眠田直『オタクアミーゴスの逆襲』楽工社、2009年5月2日。

OCLC 320802829、ISBN 4-903063-30-5、ISBN 978-4-903063-30-0。
- 岡田斗司夫、小飼弾『未来改造のススメ─脱「お金」時代の幸福論』アスペクト、2010年7月26日。

NCID BB03944004、OCLC 650214953、ISBN 4-7572-1795-1、ISBN 978-4-7572-1795-9、国立国会図書館書誌ID:000010937978。
- 岡田斗司夫、福井健策『なんでコンテンツにカネを払うのさ？ ─デジタル時代のぼくらの著作権入門』CCCメディアハウス、2011年12月2日。

NCID BB07762508、OCLC 820746936、ISBN 4-484-11224-8、ISBN 978-4-484-11224-4、国立国会図書館書誌ID:023160343。
- 岡田斗司夫、FREEex『オタクの息子に悩んでます─朝日新聞「悩みのるつぼ」より』幻冬舎〈幻冬舎新書 お-14-1〉、2012年9月28日。

NCID BB10441386、OCLC 836416975、ISBN 4-344-98278-9、ISBN 978-4-344-98278-9、国立国会図書館書誌ID:023944732。
- 内田樹、岡田斗司夫FREEex『評価と贈与の経済学』徳間書店〈徳間ポケット 007〉、2013年2月23日。

NCID BB12067101、OCLC 828853112、ISBN 4-19-863567-6、ISBN 978-4-19-863567-1、国立国会図書館書誌ID:024259461。
- 岡田斗司夫、FREEex『僕らの新しい道徳』朝日新聞出版、2013年8月19日。

NCID BB13397360、OCLC 856899749、ISBN 4-02-251105-2、ISBN 978-4-02-251105-8、国立国会図書館書誌ID:024726919。
- 岡田斗司夫、FREEex『『風立ちぬ』を語る─宮崎駿とスタジオジブリ、その軌跡と未来』光文社〈光文社新書 667〉、2013年11月15日。

NCID BB14033789、OCLC 864244566、ISBN 4-334-03770-4、ISBN 978-4-334-03770-3、国立国会図書館書誌ID:024967476。
- 堀江貴文、岡田斗司夫FREEex『ホリエモンとオタキングが、カネに執着するおまえの生き方を変えてやる！』徳間書店、2014年5月31日。

NCID BB15837566、OCLC 884772749、ISBN 4-19-863807-1、ISBN 978-4-19-863807-8、国立国会図書館書誌ID:025457260。
- 山形浩生、岡田斗司夫FREEex『「お金」って、何だろう？─僕らはいつまで「円」を使い続けるのか?』光文社〈光文社新書 723〉、2014年11月13日。

NCID BB17138353、OCLC 895711913、ISBN 4-334-03826-3、ISBN 978-4-334-03826-7、国立国会図書館書誌ID:025880931。

## 東京大学「オタク文化論」対談者一覧
- ロト（氷川竜介）
- フレデリック・ショット
- 皆神龍太郎
- 志水一夫
- 村上隆
- 村崎百郎
- 青木光恵
- 兵頭二十八
- 唐沢俊一
- 小林よしのり
- 浅羽通明

## 出演番組
- BSアニメ夜話（NHK・BS2） 喜屋武ちあき、他。
- BSマンガ夜話（NHK・BS2）他出演、いしかわじゅん、夏目房之介、夢枕獏、他。
- たかじんのそこまで言って委員会（よみうりテレビ）
- GO!GO! GyaO（GyaO）
- 朝まで生テレビ!（テレビ朝日系）1997年 - 1999年にかけて6回出演。
- 真剣10代しゃべり場（NHK教育）
- 岡田斗司夫のひとり夜話（旧、岡田斗司夫の「世界征服宣言」）（GyaOジョッキー）
- ビーバップ!ハイヒール（ABCテレビ）司会進行・ハイヒールリンゴモモコ、筒井康隆、江川達也、等
- 情報プレゼンター とくダネ!（フジテレビ）特捜エクスプレス「脱メタボの切り札!?書くだけのダイエット」
- 溜池Now（GyaO）溜池会会員No.007　中川翔子と
- 岡田斗司夫のプチクリ学園（MONDO21）
- 日本オタク大賞 06/07（MONDO21）
- 爆笑問題のススメ（日本テレビ系）司会・爆笑問題
- ニコ生岡田斗司夫ゼミ（2011年5月29日 - 、ニコニコ生放送）
- アオイホノオ（テレビ東京系）2014年 - 第11話 手塚治虫役
- ブラマヨ弾話室　〜ニッポン、どうかしてるぜ!〜（2014年4月 - 、BSフジ）司会・ブラックマヨネーズ
- 教えて!ニュースライブ 正義のミカタ（朝日放送）
- アウト×デラックス（フジテレビ）
- 新春テレビ放談 2015（NHK総合テレビ）
- カツヤマサヒコSHOW（2014年5月3日、サンテレビ）
- ビートたけしのTVタックル（テレビ朝日）
- オイコノミア（NHK教育）
- おしゃべり異種格闘技 論破王（関西テレビ）
- 報道ステーション（テレビ朝日）